# CSI: Vegas (3.ª temporada)
A terceira temporada de CSI: Vegas, uma série de televisão de drama, procedimentos policiais e suspense, teve sua estreia em 18 de fevereiro de 2024 na CBS na temporada de televisão de 2023–2024 nos EUA.
Em CSI: Vegas, a série abre um novo capítulo em Las Vegas, a cidade onde tudo começou. A terceira temporada conta com os retornos de Paula Newsome, Matt Lauria, Mandeep Dhillon, Jay Lee, Lex Medlin, Ariana Guerra e Marg Helgenberger.

## Elenco

### Principal
- Paula Newsome como Maxine "Max" Roby, chefe do Laboratório Criminal de Las Vegas;
- Matt Lauria como Joshua "Josh" Folsom, um CSI de nível III que normalmente é o investigador principal em casos;
- Mandeep Dhillon como Allie Rajan, uma CSI nível II que é uma imigrante que seguiu seus sonhos até Las Vegas;
- Jay Lee como Christopher "Chris" Park, um CSI;
- Lex Medlin como Beau Finado, um CSI Nível I;
- Ariana Guerra como Serena;
- Marg Helgenberger como Catherine Willows.

### Recorrente
- Derek Webster como Dr. Milton Hudson, médico legista substituto;
- Benito Martinez como Raphael Tarquenio;
- Reggie Lee como subxerife Zhao.

## Episodios
| Seq. | Episódios | Título               | Direção        | Escrito por                  | Data de exibição        | Audiência EUA (em milhões) |
| --- | --------- | -------------------- | -------------- | ---------------------------- | ----------------------- | -------------------------- |
| 32 | 1         | "O ceifeiro"         | Brad Tanenbaum | Jason Tracey e Craig O'Neill | 18 de fevereiro de 2024 | 4.09                       |
| O futuro de Folsom está em jogo enquanto o resto da equipe questiona sua inocência após sua rendição, ao mesmo tempo em que está sob pressão de uma notória família criminosa responsável pelo assassinato de Jeanette.                                                                    |           |                      |                |                              |                         |                            |
| 33 | 2         | "Tecido cicatricial" | Nicole Rubio   | Jordana Lewis Jaffe          | 25 de fevereiro de 2024 | ASD                        |
| O recente envolvimento de Catherine com a família Tarquenio desencadeia uma memória de cinco anos atrás que pode ser a única pista para derrubá-los. Além disso, Folsom é absolvido de todas as acusações, no entanto, Nora Cross retorna ao CSI para investigar suas ações questionáveis. |           |                      |                |                              |                         |                            |
| 34 | 3         | "Rato embalado"      | Omar Madha     | Marisa Tam                   | 3 de março de 2024      | ASD                        |
| 35 | 4         | "TBA"                | TBA            | TBA                          | 17 de março de 2024     | ASD                        |
| 36 | 5         | "Era automação"      | TBA            | TBA                          | 24 de março de 2024     | ASD                        |
| 37 | 6         | "TBA"                | TBA            | TBA                          | 2024                    | ASD                        |
| 38 | 7         | "TBA"                | TBA            | TBA                          | 2024                    | ASD                        |
| 39 | 8         | "TBA"                | TBA            | TBA                          | 2024                    | ASD                        |
| 40 | 9         | "TBA"                | TBA            | TBA                          | 2024                    | ASD                        |
| 41 | 10        | "TBA"                | TBA            | TBA                          | 2024                    | ASD                        |